# Murdinga
Murdinga är en ort i Australien. Den ligger i kommunen Elliston och delstaten South Australia, omkring 300 kilometer nordväst om delstatshuvudstaden Adelaide. Antalet invånare är 205.
Trakten runt Murdinga är nära nog obefolkad, med mindre än två invånare per kvadratkilometer.. Närmaste större samhälle är Lock, omkring 17 kilometer norr om Murdinga.
Trakten runt Murdinga består till största delen av jordbruksmark. Genomsnittlig årsnederbörd är 468 millimeter. Den regnigaste månaden är juni, med i genomsnitt 98 mm nederbörd, och den torraste är oktober, med 11 mm nederbörd.